# Horse Feathers (banda)
Horse Feathers es una banda de folk/indie de Portland, Oregón.

## Historia
Tras pasar por varias bandas de rock en su Idaho natal, el vocalista y cantautor Justin Ringle se traslada a Portland en 2004 y comienza a centrarse en la música acústica, tocando a micrófono abierto con regularidad bajo el seudónimo de Horse Feathers, el título de una película de los Hermanos Marx. En 2005, el multinstrumentista Peter Broderick escucha un par de demos de Justin y se ofrece a reforzarle. En febrero de 2006 el dúo entra en los estudios Miracle Lake, de Skyler Norwood y graban su álbum 'Words are Dead,' que fue lanzado ese mismo septiembre bajo el sello de Portland Lucky Madison. Más tarde en ese mismo año, la hermana de Peter, Heather Broderick se une al grupo tocando el violonchelo y en 2007, Horse Feathers comenzó a fichar un grupo rotativo de instrumentistas.
Justin y los Broderick volvieron a los estudios Miracle Lake en el otoño e invierno de 2007 y grabaron 'House With No Home,' que fue lanzado por el sello Kill Rock Stars en la primavera de 2008. Por esa fecha Peter deja el país para girar por Europa y Nathan Crockett fue reclutado para tocar el violín. Varios meses después Heather también deja el grupo para dedicarse a otros proyectos musicales y la chelista Catherine Odell se une al grupo. La actual composición se completa a comienzos de 2009 cuando Sam Cooper se une como multiinstrumentista. Su penúltimo álbum ha sido  'Thistled Spring', por Kill Rock Stars, lanzado el 20 de abril de 2010.
Su último trabajo es Cynic’s New Year, editado en 2012 una vez más por Kill Rock Stars.

## Miembros
- Justin Ringle: Vocalista, Guitarra, Banjo, Percusión
- Nathan Crockett: Violín, Vocalista, Sierra
- Catherine Odell: violonchelo, Vocalista
- Sam Cooper: Banjo, Violín, Mandolina, Percusión, Vocalista

antiguos miembros
- Peter Broderick: Violín, Banjo, Mandolin, Musical Saw, Chelo, Piano, Viola, Vocals, Percussion, etc.
- Heather Broderick: Chelo, Celeste, Vocals

## Discografía

### Álbumes
- Words Are Dead (LP, Lucky Madison, 2006)
- House with No Home (CD/LP, Kill Rock Stars, 2008)
- Thistled Spring (CD/LP, Kill Rock Stars, 2010)
- Cynic’s New Year (CD/LP, Kill Rock Stars, 2012)

### Sencillos
- Road To Ruin (7", Regional Hits, 2008)
- Cascades (7", Kill Rock Stars, 2009)